# Hans im Glück
Hans im Glück Verlags-GmbH es un editorial de juegos de mesa de estilo alemán y juegos de cartas fundada en 1983 por Bernd Brunnhofer y Karl-Heinz Schmiel. Aunque muchos de los juegos que publica contienen pocos textos que traducir, la compañía sólo publica en Alemania. Las versiones en inglés de sus juegos suelen ser publicadas por Rio Grande Games, las neerlandesas por 999 Games, las españolas por Devir Iberia, etcétera.
El nombre Hans im Glück procede de un cuento de los Hermanos Grimm, llamado Hans in Luck, siendo el logo de la compañía Hans montado sobre un cerdo.

## Ejemplos de juegos publicados
Algunos de los juegos publicados por Hans im Glück
- Die Macher (1986)
- 1835 (1990)
- Modern Art (Reiner Knizia, 1992)
- El Grande (Wolfgang Kramer y Richard Ulrich , 1995)
- Tigris & Euphrates (Reiner Knizia , 1997)
- Samurai (Reiner Knizia , 1998)
- Carcassonne (Klaus-Jürgen Wrede, 2000)
- Amun-Re (2003)
- Saint Petersburg (2004)
- Fjords (2005)
- Thurn and Taxis (2006)
- Stone Age (2008)
- Dominion (Donald X. Vaccarino, 2008)
- Finca (2009)
- Russian Railroads (2013)
- Bruges (2013)
- Los viajes de Marco Polo (2015)
- Primera Clase (2016)
- Majesty (2017)
- Hadara (2019)

## Enlaces
- http://www.hans-im-glueck.de (en alemán).

- Datos: Q819465
- Multimedia: Hans im Glück (publisher) / Q819465